# Minaret
En minaret (arab. مَنَارَة manāra "fyrtårn") er i muslimsk arkitektur et tårn, der typisk findes ifm. en moské.

## Anvendelse
Minareten bruges både som en synlig markør for tilstedeværelsen af en moske og også ofte som udgangspunkt for det muslimske bønnekald (adhan). I de henseender kan det sammelignes med kirkes klokketårne.
I Danmark findes der minareter ifm. Khayr el-Barriya-moskeen på Rovsinggade og Imam Ali-moskeen på Vibevej, begge i Københavns Nordvestkvarter, og ifm. Ayasofya-moskeen i Roskilde. De bruges dog ikke til bønnekald.

## Forbud og debat om forbud
I Schweiz stemte vælgerne den 29. november 2009 for at forbyde minareter med 57,5 procent af stemmerne. Forslaget er blevet beskyldt for at være diskriminerende, da det alene omfatter minareter og ikke eksempelvis serbisk-ortodokse kirker eller sikhtempler. Afstemningen og forbuddet handlede om symbolikken, da tårnene ikke kan anvendes til at kalde til bøn på grund af love mod støjforurening.
I Danmark har Dansk Folkeparti foreslået et lignende forbud, og i januar 2017 forelagde de et beslutningsforslag i Folketinget om et forbud.
Venstres integrationsordfører, Karsten Lauritzen, afviste forslaget med henvisning til at: "Vi lovgiver ikke i Folketinget om enkelte bygninger".